# 天主教厦门教区
厦门教区是天主教在中国福建省设立的一个教区。

## 历史

### 刺桐教區時期
1313年，聖座從元朝汗八里總教區劃出當時的重要貿易港刺桐成立天主教刺桐教區，又稱為泉州教區。由方濟會會士負責管理，首任教區主教為哲樂篤。1370年（元朝至正二十二年），刺桐教區主教雅格柏在動亂中被殺害。

### 廈門宗座代牧區時期
1883年12月3日，从福建代牧区分设厦门代牧区，掌管泉州、漳州、台灣三府和龙岩、永春两州之教務。1913年7月13日，台灣从厦门代牧区划出，单独成立台灣監牧區，仍由西班牙道明会负责，而原屬福州代牧区的兴化府（莆田和仙游两县）划归厦门管轄。

### 廈門教區時期
1946年4月11日，厦门代牧区升格为厦门教区。
1968年9月25日，金門縣之教務自廈門教區分離，改由新成立的金馬宗座署理區管理。

## 教堂

### 厦门[4]
- 厦门玫瑰圣母主教座堂（重建中[1]）
  - 洪莲路天主堂（已停用）
- 鼓浪屿耶稣君王堂
- 杏林高浦露德圣母堂
- 海沧圣女小德肋撒堂

## 教徒
1950年只有教徒16,588人。

## 历任首长[5]

### 厦门代牧区时期
- 杨真崇（Andrés Chinchón, O.P.）1883  - 1892年任厦门代牧区宗座代牧
- （Ignacio Ibáñez, O.P.）1893 年任厦门代牧区宗座代牧
- 桑傑斯（Esteban Sánchez de las Heras, O.P.）1895  - 1896年任厦门代牧区宗座代牧
- 黎克勉（Isidoro Clemente Gutiérrez, O.P.）1899  - 1915年任厦门代牧区宗座代牧
- 马守仁（Manuel Prat Pujoldevall, O.P.）1916  - 1946年任厦门代牧区宗座代牧

### 厦门教区成立后
- 马守仁（Manuel Prat Pujoldevall, O.P.）1946  - 1947年任厦门教区主教
- 茅中砥（Juan Bautista Velasco Díaz, O.P.）1948年起任厦门教区主教，1953年被驱逐出境，1983年辞去厦门教区主教职务
- 黄子玉 1911年生，1986年自选自圣，1991年去世[6]
- 沈朝仪 1991 - 1993年任厦门教区代理主教[2]
- 蔡炳瑞 1993 - 2010年任厦门教区教区长。2010年5月8日由天主教沂州教区主教房兴耀主礼被祝圣为厦门教区主教，获得教宗认可[7]。2025年调任福州[8]。